# 德意志的瑪蒂爾德
德意志的瑪蒂爾德（德語：Mathilde，979年—1025年），洛林伯爵夫人，神聖羅馬皇帝鄂圖二世的女兒。

## 家庭
瑪蒂爾德的丈夫是洛林伯爵埃佐，兩人共有3子3女：
1. 奧托二世（約995年—1047年）
2. 赫爾曼（英语：Herman II (archbishop of Cologne)）（約995年—1056年）
3. 里切莎（約996年—1063年）
4. 賽奧法諾（約997年—1058年）
5. 柳多夫（英语：Liudolf of Lotharingia）（約1000年—1031年）
6. 伊達（德语：Ida (St. Maria im Kapitol)）（1025年—1060年）